# Ciudad del fuego celestial
Ciudad del fuego celestial (título original:City of Heavenly Fire) es el sexto y último libro de la saga Cazadores de Sombras (en inglés:The Mortal Instruments). Fue escrita por la escritora estadounidense Cassandra Clare.
Fue publicado originalmente el 27 de mayo de 2014 y lanzado en español el 23 de septiembre de 2014.[cita requerida]
Está ambientada en la ciudad de Nueva York en el año 2007.

## Argumento
La oscuridad vuelve al mundo de los Cazadores de Sombras. Mientras su sociedad se está derrumbando a su alrededor, Clary, Jace, Simon y sus amigos deben unirse para luchar con el mayor mal que los Nefilim nunca han enfrentado: El hermano de Clary.
En este el último libro de la saga los cazadores de sombras se enfrentan a Sebastian, que quiere eliminar a toda la raza nefilim y crear una nueva con vinculación demoniaca. pero Clary, Jace y sus amigos se aventuran a otra dimensión para detenerlo.

## Personajes
- Clarissa “Clary” Fray: joven cazadora de sombra de dieciséis años. Tiene la habilidad de crear runas inexistentes debido a que posee sangre angelical. Protagonista del libro.
- Jonathan “Jace” Herondale/Lightwood: joven cazador de sombras y novio de Clary. Tiene habilidades especiales debido a que también posee sangre angelical. Coprotagonista del libro.
- Simon Lewis: vampiro y mejor amigo de Clary. Es un vampiro diurno, es decir, capaz de caminar a la luz solar. Coprotagonista del libro.
- Jonathan Christopher “Sebastian” Morgenstern: hermano de Clary. Es un cazador de sombras con sangre demoniaca. Antagonista principal del libro.
- Isabelle “Izzy” Lightwood: hermana adoptiva de Jace.
- Alexander “Alec” Lightwood: hermano adoptivo de Jace y parabatai suyo.

## Recepción y críticas
Ha vendido alrededor de veinte millones de copias en el mundo.